# Plectida
Plectida é uma ordem de nematóides pertencente à classe Chromadorea.
Famílias:
- Camacolaimidae De Coninck & Schuurmans Stekhoven, 1933
- Chronogastridae Gagarin, 1975
- Haliplectidae Chitwood, 1951
- Metateratocephalidae Eroshenko, 1973
- Peresianidae Vitiello & De Coninck, 1968
- Plectidae Örley, 1880